# Járavize
Járavize (románul: Valea Ierii) település Romániában, Kolozs megyében, az azonos nevű község központja.

## Nevének eredete
Mind román, mind azzal azonos jelentésű magyar neve a Jára-patakra utal, amelynek felső folyásánál fekszik. Magyarul először 1888-ban, Hesdát-Járavize telep alakban említették.

## Fekvése
A Gyalui-havasok keleti részén, Kolozsvártól 55 km-re délnyugatra található.

## Története
Kezdetben fűrésztelep volt. 1920 után vált külön Hesdáttól.
1855-ben épült fatemploma 2009 januárjában leégett.

## Népessége
- 1930-ban 912 lakosából 858 volt román és 42 magyar anyanyelvű; 445 görögkatolikus, 415 ortodox, 24 római katolikus, 14 református és 8 zsidó vallású.
- 2002-ben 742 lakosából 729 volt román és 10 magyar nemzetiségű; 669 ortodox, 48 pünkösdista, 9 római katolikus, 8 református és 5 görögkatolikus vallású.